# Église Sainte-Appolonie de Chanaz
L'église Sainte-Appolonie de Chanaz est l'église paroissiale de Chanaz dans le département de la Savoie.

## Historique
L'église est mentionnée depuis le XIVe siècle.
La voûte de la nef a été refaite en 1771,  le chœur en 1789 et le toit refait en 1842.
Le clocher a été construit en 1867. Le maître-autel en marbre d'Italie date de cette époque	.

## Fontaine
La fontaine dite « Source de l'Église » est intégrée dans le mur de soutènement du presbytère. La voute en tuf date du Moyen-Âge.

## Galerie

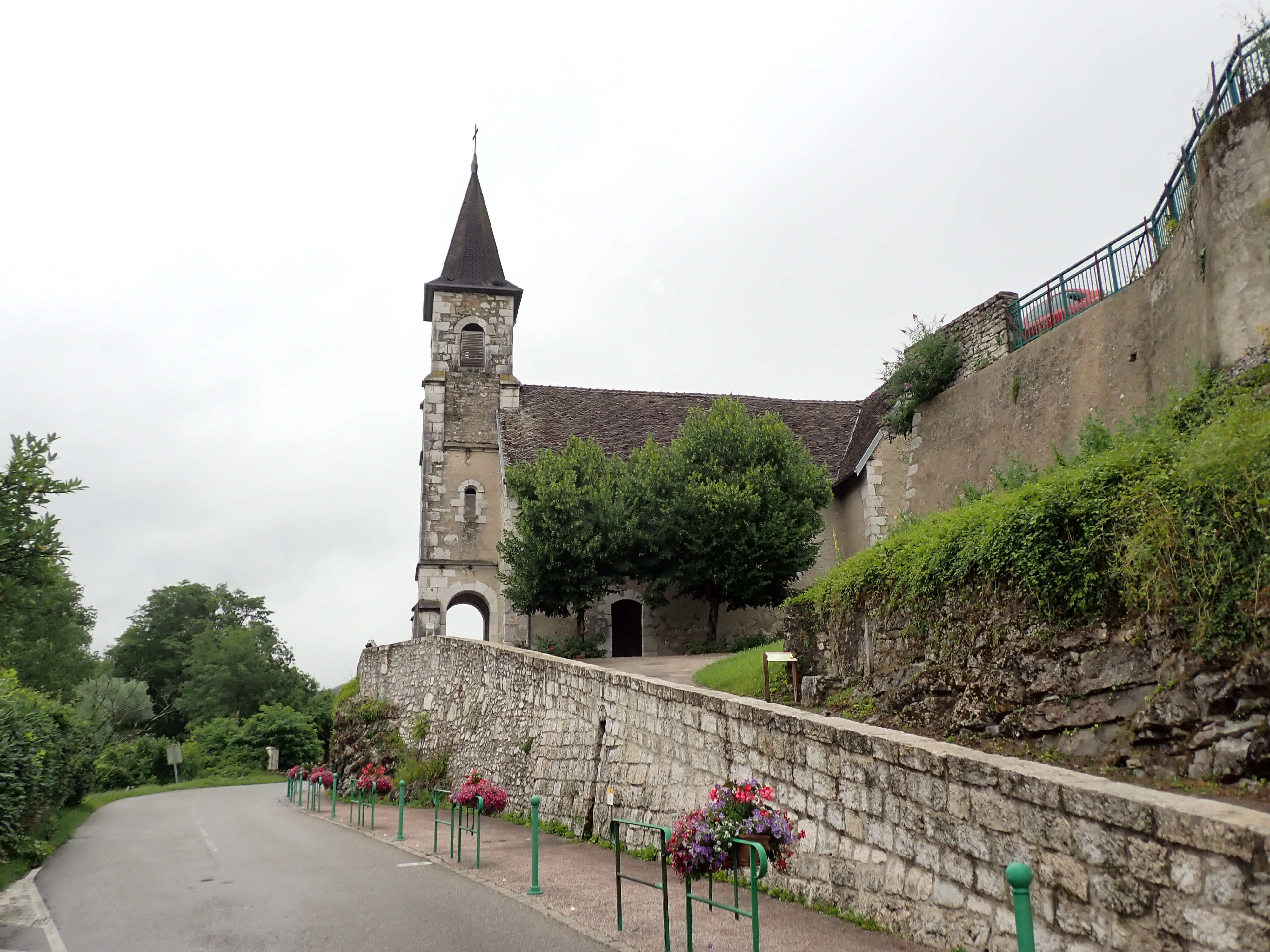
Vue de l'église depuis la route du Canal.